# رونالدو غوييرو
رونالدو غوييرو (بالبرتغالية: Ronaldo Guiaro‏)؛ (18 فبراير 1974 بيراسيكابا البرازيل - ) هو لاعب كرة قدم برازيلي، يلعب كمدافع.

## روابط خارجية
- رونالدو غوييرو على موقع الاتحاد الدولي (مؤرشف)  (الإنجليزية)
- رونالدو غوييرو على موقع اتحاد تركيا (لاعب) (الإنجليزية)
- رونالدو غوييرو على موقع قاعدة بيانات كرة القدم.إي يو (الإنجليزية)
- رونالدو غوييرو على موقع أوليمبيديا (الإنجليزية)
- رونالدو غوييرو على موقع اللجنة الأولمبية البرازيلية (البرتغالية)